# Municipio de Xalatlaco
El Municipio de Xalatlaco es uno de los 125 municipios del Estado de México, se trata de una comunidad principalmente urbana que tiene una superficie de 117,085 km² y cuya cabecera municipal es la población homónima de Xalatlaco. Según el censo del 2010 tiene una población total de 26 865 habitantes.Se encuentra dentro del Valle de México

## Toponimia
La grafía anterior era Jalatlaco. Según Cecilio Robelo (Nombres geográficos indígenas del Estado de Mexico: estudio crítico etimológico): «Jalatlaco.- El Sr. Olaguíbel dice: "Xalli, arena; tlaco, mitad. En la mitad de la arena" En la mitad ó en medio de la arena se dice en mexicano: Xalnepantla. Jalatlaco es una corrupción de Xalatlauhco, que se compone de xalli, arena; atlauhtli, barranca grande, y de co, en; y significa: "En la gran barranca de arena."»

## Geografía
Se ubica en el centro del estado y limita al norte con los municipios de Santiago Tianguistenco, Ocoyoacac y la Ciudad de México; al sur con el estado de Morelos en particular con el municipio de Huitzilac ; al este con la Ciudad de México; y al oeste con el municipio de Tianguistenco.

## Demografía
De acuerdo al Censo de Población y Vivienda realizado en 2010 por el Instituto Nacional de Estadística y Geografía, la población del municipio de Xalatlaco es de 26 865 habitantes, de los que 13 058 son hombres y 13 807 son mujeres.

### Localidades
El municipio de Xalatlaco tiene un total de 18 localidades; las principales y su población en 2010 son las que a continuación se enlistan:
| Localidad                      | Población (2010) |
| ------------------------------ | ---------------- |
| Xalatlaco                      | 15 043           |
| Mezapa la Fábrica              | 1 762            |
| El Águila (La Mesa)            | 1 413            |
| San Juan Tomasquillo Herradura | 1 315            |
| Techichili                     | 1 091            |
| Morelos (Colonia Morelos)      | 1 041            |
| Total municipio                | 26 865           |

## Política
El gobierno del municipio de Xalatlaco le corresponde a su Ayuntamiento, el cual es electo para un periodo de tres años no reelegibles para el periodo inmediato pero si de forma no continua y que es electo mediante voto universal, directo y secreto; el ayuntamiento está conformado por el presidente municipal, el Síndico Municipal y un cabildo integrado por un total de 10 regidores. Todos entran a ejercer su cargo el día 1 de enero del año siguiente al que se realizó su elección.

### Representación legislativa
Para la división territorial es distritos electorales donde son electos los diputados locales y federales, el municipio de Xalatlaco se encuentra dividido de la siguiente manera:
Local:
- VI Distrito Electoral Local del Estado de México con cabecera en Santiago Tianguistenco.[7]

Federal:
- Distrito electoral federal 35 del estado de México con cabecera en Tenancingo.[8]